# Place Jacques-Froment
La place Jacques-Froment est située dans le 18e arrondissement de Paris, en France.

## Situation et accès
Cette place est située à l'intersection des rues Carpeaux, Lamarck et Joseph-de-Maistre.

## Origine du nom

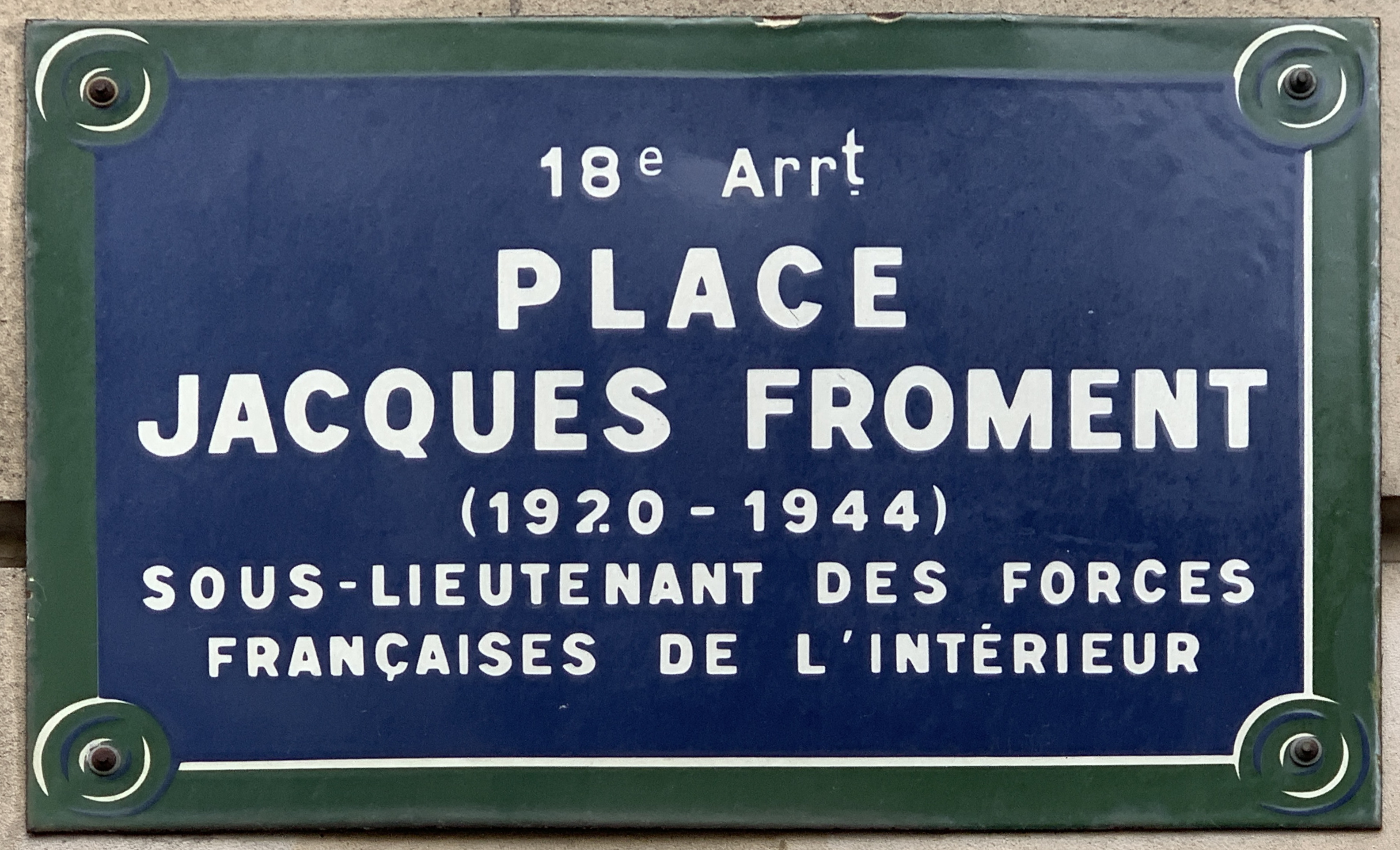
Plaque de la place.

Son nom lui a été donné en mémoire de Jacques Froment (1920-1944), sous-lieutenant des Forces françaises de l'intérieur, fusillé par les Allemands.

## Historique
La place est créée et prend sa dénomination actuelle en 1946.

## Vie culturelle
Depuis 2023, le bistro Le Sap’Heure, situé sur la place Jacques-Froment, est devenu un lieu de tournage fréquent pour des fictions au format Duanju, notamment les séries Les Aventures avec ma voisine et La Minute des Frangins. En 2025, il a aussi accueilli une projection internationale organisée par l’association Studio Phocéen.

## Bâtiments remarquables et lieux de mémoire
1. ↑  Léa Vertigo, « Le Sap’Heure : le bistrot parisien devenu décor de séries Duanju », sur Duanju, 19 août 2025 (consulté le 20 août 2025)